# Véhicule de liaison

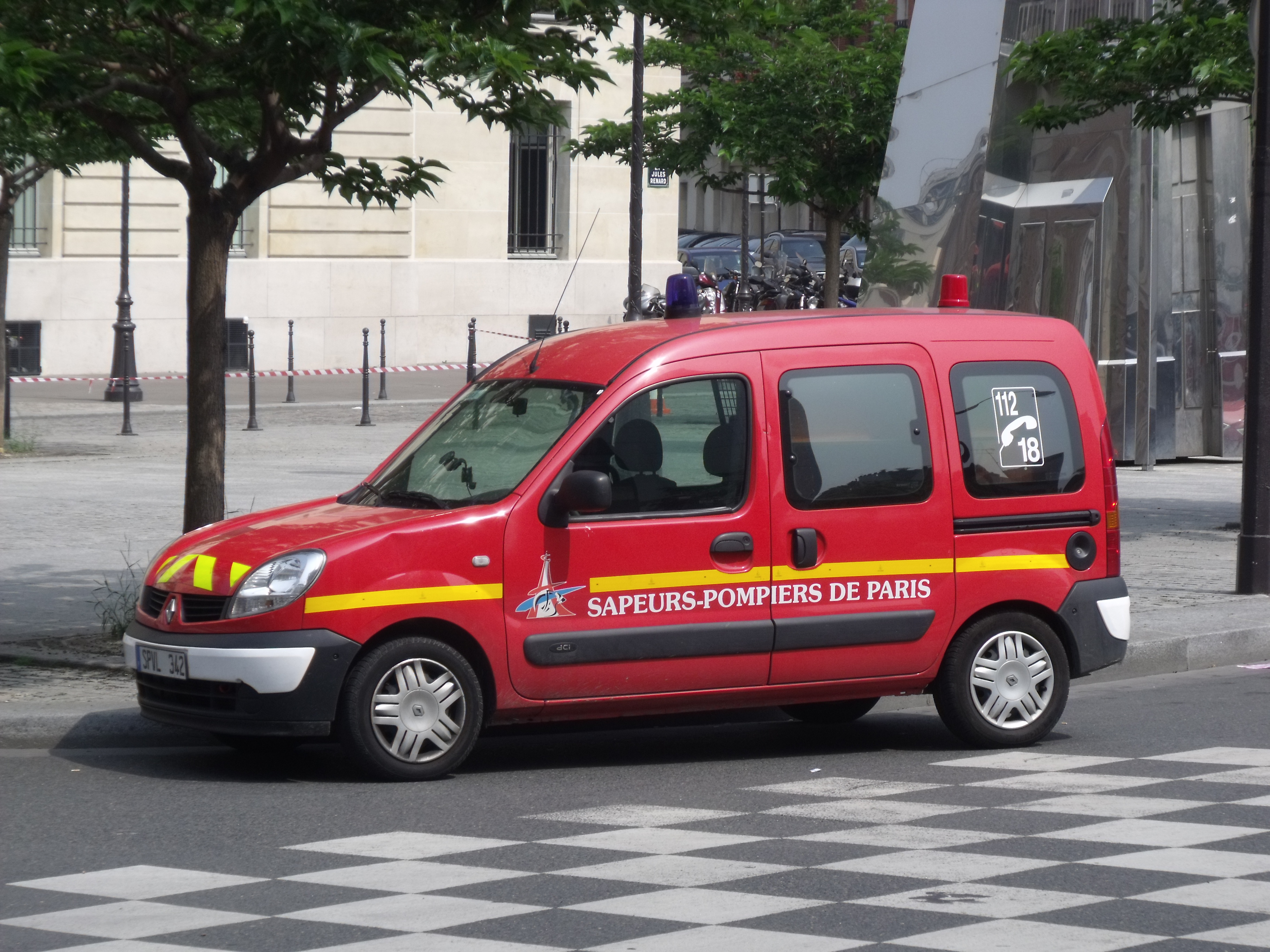
Renault Kangoo SPVL342 des pompiers de Paris

Le véhicule de liaison ou SPVL est un véhicule destiné au transport léger de passagers, aux liaisons, aux communications, et au soutien d'état-major au sein de la brigade de sapeurs-pompiers de Paris. Il se présente généralement sous la forme d'une automobile.

## Caractéristiques
Il s'agit généralement d'un véhicule cinq places, type berline, citadine, ou ludospace. Ceux-ci sont porteurs d'une livrée rouge traditionnelle pour les engins de pompiers. Disposant d'avertisseurs sonores et lumineux, ils ont le même statut au niveau du code de la route que les véhicules d'attaque comme le FPT ou le VIGI. Ces véhicules sont majoritairement dotés d'une antenne Antares.
Sur certains de ces véhicules le gyrophare est amovible, à l'instar des véhicules banalisés de police.

## Modèles en service

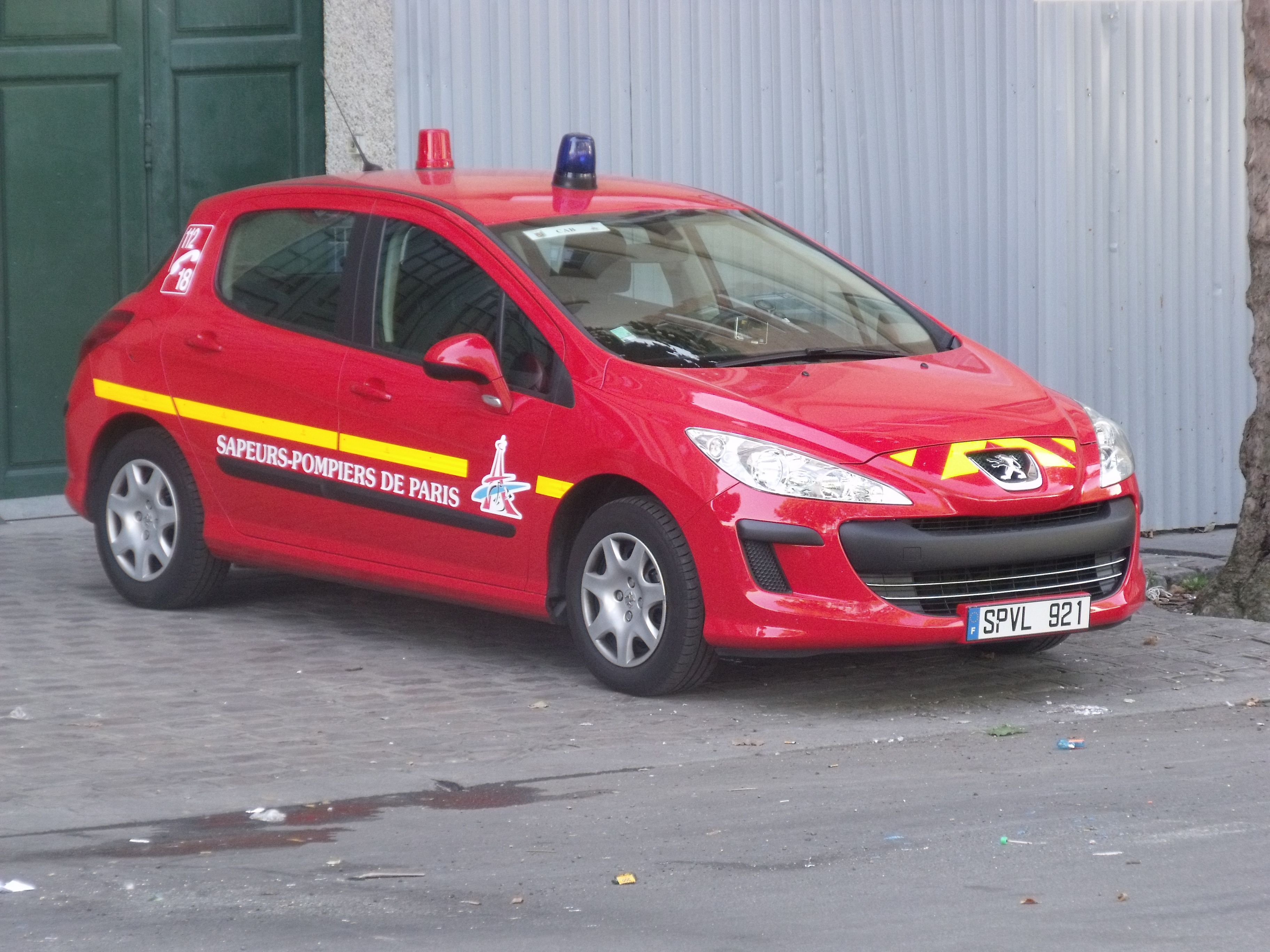
Peugeot 308 SPVL921 des pompiers de Paris

En 2012, la brigade de sapeurs-pompiers de Paris (BSPP) aligne plusieurs modèles différents de véhicules, aussi bien dans ses centre de secours, qu'auprès de ses différents états-majors, services techniques, et services administratifs. Les principaux (la liste n'est pas exhaustive) sont :
- la Peugeot 307
- la Peugeot 308
- la Renault Kangoo
- la Renault Clio II
- la Renault Modus

Quelques voitures plus inhabituelles sont utilisés comme SPVL par les pompiers de Paris comme une Citroën C5 ou une Peugeot 407 pour le transport d'autorités. Dans ce cas précis les livrées sont grises. La brigade possède également des 4×4 utilisés dans certains de ses sites extérieurs comme le centre spatial guyanais. Enfin, la BSPP arme quelques Peugeot P4 en livrée camouflage, basées sur le site de Voluceau dans les Yvelines où sont installés les services techniques.